# گردن کلفت‌ها
گردن کلفت‌ها (انگلیسی: Roughnecks) یک سریال تلویزیونی محصول شبکه بی‌بی‌سی است.